# Liste de points extrêmes de la Pologne
Voici une liste de points extrêmes de la Pologne.

## Latitude et longitude
| \| Cap Rozewie Wołosate Oder Boug Rysy \| Localisation des points extrêmes de la Pologne |
| Cap Rozewie Wołosate Oder Boug Rysy                                                      |

- Nord : cap Rozewie, près de Dębki, Poméranie (54° 50′ N, 18° 04′ E)
- Sud : Wołosate, près du mont Opołonek, Basses-Carpates (49° 04′ N, 22° 40′ E)
- Ouest : rivière Oder, près d'Osinów-Dolne, Poméranie occidentale (52° 50′ N, 14° 07′ E)
- Est : rivière Boug, près de Zosin, Lublin, (50° 51′ N, 24° 09′ E)

## Altitude
- Maximale : mont Rysy, Petite-Pologne, 2 499 m (49° 11′ N, 20° 05′ E)
- Minimale : Raczki Elbląskie dans le delta de la Vistule, Poméranie, −2 m